# Cattedrale dell'Assunzione della Beata Vergine Maria (Strumica)
La cattedrale dell'Assunzione della Beata Vergine Maria (in macedone: Католичката црква Успение на Пресвета Богородица) si trova nella città di Strumica, in Macedonia del Nord ed è cattedrale dell'eparchia della Beata Maria Vergine Assunta in Strumica-Skopje.

## Storia
La chiesa è stata costruita nel 1925, dopo che la seconda guerra balcanica del 1913 determinò un afflusso a Strumica di immigrati bulgari appartenenti alla chiesa uniate. Il responsabile del progetto era padre Athanasius Ivanov. Nel 1924 i cattolici macedoni erano sotto la giurisdizione dell'eparchia di Križevci e nel luglio del 1925 il vescovo Dionizie Nyaradi benedisse la nuova chiesa. La chiesa fu terminata nel 1931 e consacrata da monsignor Nyaradi.